# Provinca
Provinca je v nekaterih državah upravna enota; pokrajina, regija. Ima glavno mesto. V Rimski državi višja upravna enota na ozemljih zunaj Italije.
Provinca je skupnost samostanov istega reda na kakem ozemlju. Na slovenskem ozemlju Ilirske province kot upravna enota v času francoske okupacije, ki je zajemala del slovenskega in hrvaškega ozemlja. 
Pomeni območje zunaj večjih mest; podeželje. Tudi območje za katero je značilna kulturna in gospodarska zaostalost, neustvarjalnost, moralna in nazorska ozkost. 